# Běloves
Běloves (německy  Bielowes) je místní část města Náchoda v Královéhradeckém kraji. Rozkládá se v údolí řeky Metuje vsv. od centra města, směrem ke státní hranici s Polskem. Sídlem prochází silnice I/33 (E67), jež představuje jednu z hlavních dopravních spojnic Česka s Polskem, regionální silnice II/303 a železniční trať Týniště nad Orlicí – Meziměstí. V místě se nacházejí obnovované lázně Běloves. 

## Název
Původně znělo jméno vsi Bělovec nebo Bílovec (např. v privilegiu z r.1392 Byloiowecz, v berní rule z r. 1654 Bílovec, ještě r. 1890 v Ottově slovníku naučném jako Bělovec s var. Bílovec). Proto je, navzdory změně úřední podoby místního jména analogicky podle jmen jiných českých obcí, v obecné řeči převážně uváděno v mužském rodu.

## Historie

### Pravěk a Římané
Území obce leželo na dopravní cestě mezi českou kotlinou, Kladskem a Slezskem zřejmě již od pravěku, jak naznačují ojedinělé archeologické nálezy nálezy v okolí (magdalénské pazourkové nástroje v Náchodě, eneolitické nástroje v Kladském Levíně, více nálezů v širším okolí z mladší doby bronzové až počátku doby železné). Existenci dálkových cest těmito místy naznačují s větší jistotou až nálezy římských mincí z prvních století našeho letopočtu.

### Středověk a raný novověk
Za první zmínku o náchodském průsmyku se považuje zpráva v Kosmově kronice o sněmu, který svolal kníže Vratislav II. na místo, zvané Dobenina, na svém tažení do Polska. První písemná zmínka o Bělovsi je v privilegiu Jetřicha z Janovic (1392), kde se poprvé uvádějí šosovní vesnice příslušné k Náchodu, jejichž obyvatelé měli podobné postavení jako sami měšťané. Jednou z nich byla také Véska (Weska), která jako samostatná ves zanikla již v první polovině 15. století a stala se částí dolní Bělovsi. Středověký původ má také běloveský mlýn: náležel panství do r. 1533 a po několika změnách majitele jej od r. 1556 vlastnilo město; roku 1663 u něho dalo postavit splav. Rozhodnutím knížete Vavřince Piccolominiho z r. 1689 přišlo město Náchod o některá práva, zůstalo však pozemkovou vrchností vůči svým šosovním vsím, takže i rychta v Bělovsi (společná i pro Malé Poříčí) mu byla nadále podřízena. Tzv. Nývltův urbář, sepsaný pro náchodské panství v letech 1738–1739, uvádí pro Běloves a Malé Poříčí celkem 26 obytných a hospodářských budov, z nichž se odvádělo šosovné. V roce 1790 již bylo v Bělovsi evidováno 53 domů a v Malém Poříčí 11.

### 19. století
V roce 1817 magistrátní rada Jan Ferdinand Schmidt objevil (ve skutečnosti již dříve známé) léčivé účinky zdejších minerálních pramenů. V následujícím roce spolu s hostinským Janem Macháčkem koupili pozemek a založili lázně Běloves s 24 dřevěnými kabinami, léčebnou budovou a hostincem. Po požáru v roce 1834 byly vystavěny zděné lázně v empírovém slohu. V roce 1840 byl otevřen nový pramen, později nazvaný Ida na počest uzdravení princezny Idy Schaumburg-Lippe.
V této době velmi prosperovala formanská přeprava zboží, která byla od roku 1788 prohlášena svobodnou živností. Podíleli se na ní také zdejší sedláci a obchodníci s plátnem. Vyhláškami z let 1830 a 1832 se rychle rozvíjela také osobní přeprava dostavníkem, mj. do lázní Dušníků, Broumova (od 1845) a Kladska. V letech 1820–21 byla vybudována nová silnice od Starého Města (část Náchoda) ke hranici, a vzniklo tak souvislé spojení císařskou silnicí z Prahy až do Broumova. Celní úřad byl v roce 1831 přemístěn z Náchoda do nově postavené budovy v Bělovsi. V roce 1842 zde vzniklo oddělení finanční stráže, která měla zamezit velice rozšířené pašování zboží z pruského Kladska.
Na podzim 1831 postihla Čechy epidemie cholery. Budova nové celnice sloužila jako nucená karanténa pro každého cestujícího z Pruska. Zároveň byl nasazen pěší pluk, který dostal rozkaz zastřelit každého, kdo by se pokusil přejít hranici mimo jedinou vyznačenou cestu přes slánský most.
Uzákoněním obecní samosprávy 17. března 1849 i pro Běloves skončil šosovní vztah k Náchodu a obec se stala samostatnou.
Po vypuknutí prusko-rakouské války překročil předvoj pruského V. armádního sboru hranici v Bělovsi 26. června 1866 v 17 hodin. Hraniční přechod chránil jen malý rakouský strážní oddíl, který se po několika výstřelech stáhl. Přitom byl u celnice střepinou pruského granátu smrtelně raněn vojín Josef Souček, první mrtvý v tomto směru pruského postupu.
V červenci 1875 byl zahájen provoz na železniční trati z Chocně do Broumova se zastávkou v Bělovsi.
Nástup průmyslu představovala v Bělovsi firma Goldschmid a spol., která od r. 1869 zaměstnávala domácké tkalce lněného zboží a v roce 1878 se stala první mechanickou tkalcovnou na Náchodsku. V roce 1896 měla už 100 stavů a zaměstnávala kolem sta dělníků. Industrializace se projevila v růstu počtu obyvatel náchodské průmyslové aglomerace. V Bělovsi, kde růst nebyl tak překotný, stoupl nicméně počet obyvatel z 620 v roce 1880 na 1395 v roce 1910.

### 20. století

#### Do května 1945
V květnu 1910 zřídil Sportovní klub Náchod, založený na přelomu let 1901 a 1902, nové fotbalové hřiště na Kašparově louce za slévárnou a v létě vybudoval tenisové dvorce v běloveských lázních. Od přelomu století působil v Bělovsi ochotnický divadelní spolek; zvlášť aktivní byl zejména za nacistické okupace, kdy nebylo mnoho jiných příležitostí ke společenskému životu.
Po vyhlášení československé samostatnosti 28. října 1918 se následující den ustavil v Náchodě okresní národní výbor, který do strážní služby u běloveské celnice povolal náchodské studenty. Ti s několika puškami a okovanými holemi plnili svůj úkol od 30. října do 3. listopadu, kdy je vystřídal oddíl Národní obrany, složený ze sokolských dobrovolníků. Teprve 8. prosince nastoupila pohraniční strážní setnina vznikajícího československého vojska.
Meziválečné období přineslo slavné časy náchodskému fotbalu, když se SKN probojoval do první ligy a v letech 1930–1933 porážel na běloveském hřišti např. Slávii Praha nebo Viktorii Žižkov.
V letech 1937–1938 se stavěla opevnění, která měla bránit přístup do Čech od Kladska. Linie obrany překračovala Metuji přímo v Bělovsi. Uprostřed vsi stojí pěchotní srub Voda, další jsou ve svahu pod Dobrošovem a nad pravým břehem směrem k Babí a Pavlišovu. Mnoho místních obyvatel se podílelo na obranných pracích jako dělníci na stavbách nebo jako zaměstnanci dodavatelských firem: patřila k nim také běloveská firma Josef Hlavatý, která vyráběla překážky – železobetonové ježky. Postoj civilního obyvatelstva k armádě dokládají upomínkové listy, jimiž příslušníci 1. praporu pěšího pluku 48 „Jugoslávie“ děkovali Náchodu a obcím Běloves a Dobrošov za pohostinství a přátelství za mobilizace 1938.
V roce 1940 zkoumali němečtí železniční odborníci možnost prodloužení trati z Kladska, která na německé straně končila těsně před hranicí ve Slaném, krátkou spojkou do Náchoda. Z plánu sešlo pro velké převýšení úseku. V zoufalé situaci na konci války se k němu Němci vrátili a v únoru 1945 začali urychleně stavět. Na stavbu nahnali tovární dělníky a válečné zajatce z tábora v Žakši (součást Lázní Chudoby). První řádný vlak projel z Náchoda do Chudoby 3. května. Hned po válce byla trať demontována.

#### Konec války v Bělovsi
V posledních dnech války v Náchodě přibývalo německých vojáků a civilistů ze Slezska. Ti byli na hranicích odzbrojováni policisty, četníky, finanční stráží a dobrovolníky. Odzbrojování probíhalo poměrně hladce, což však neplatilo o příslušnících zbraní SS, kteří odpoledne 9. května zastřelili tři místní dobrovolníky. Velitel strážního oddílu v prostoru obou celnic se proto rozhodl umožnit uzavírací jednotce SS přibližně s osmi samohybnými děly a pěším doprovodem volný průchod do Náchoda. Odtud se však jednotka po chvíli vrátila k hraničnímu přechodu, aby zdržela první sovětské vojáky a poskytla proudu uprchlíků čas k nočnímu ústupu k americké armádě.
Ke střetu mezi SS a sovětskými jednotkami došlo v prostoru nové české celnice. Rudoarmějci byli zaskočeni, přemoženi a vesměs se ukryli ve sklepě celnice. Byli vyzváni k východu beze zbraní a se zdviženýma rukama, načež byli ranou do týlu zastřeleni: spolu s několika desítkami sovětských vojáků a devíti českými dobrovolníky.
Sovětští vojáci z postavení u tehdejší říšské celnice většinu samohybných děl vyřadili z boje, a znemožnili tak příslušníkům zbraní SS ústup zpět do Náchoda. Ti se ukryli v Bělovsi a v okolních lesích. Postupně byli pochytáni, odvedeni do náchodského pivovaru, podrobeni mučení, popraveni a pohřbeni vedle vojenského hřbitova z prusko-rakouské války 1866 za náchodským zámkem.
Ironickým dovětkem k těmto událostem byl 22. srpen 1968, kdy z odporu proti invazi sovětských a polských vojsk do Československa vznikla u celnice jedna ze dvou barikád na náchodském území.

#### Poválečný vývoj
Dne 10. října 1946 se konala první porada o možném připojení Bělovsi k Náchodu v souvislosti s uvažovaným zavedením oblastního systému územní správy. Rozšířený Náchod mohl soupeřit s Trutnovem o sídlo oblasti. Běloveští občané připojení zamítli v referendu 27. dubna 1947; návrh oblastního zřízení byl v té době již stejně opuštěn.
Dne 14. října 1946 se shodli zástupci měst a obcí Náchoda, Hronova, Velkého Poříčí, Malého Poříčí a Bělovsi na skupinovém vodovodu z vrchu Bor u Machova. Vodovodní svaz kladského pomezí (20 obcí) byl ustaven 20. dubna 1949 a vodovod byl dokončen v roce 1958.
V únoru 1949 souhlasila Běloves spolu s několika dalšími obcemi s přičleněním k Náchodu. V roce 1952 bylo v Bělovsi založeno jednotné zemědělské družstvo (JZD); v tehdejším náchodském okrese bylo nejúspěšnější. V letech 1960, 1974 a 1976 došlo ke slučování se sousedními družstvy. Výsledkem byl komplex, sahající až k České Skalici a Červenému Kostelci.
V letech 1850–1950 byla samostatnou obcí a od roku 1961 se vesnice stala součástí města Náchod.
V roce 1948 byla na zdejší lázně uvalena národní správa a v roce 1950 byly znárodněny. Několik let sloužily odborářské rekreaci, od roku 1954 přešly pod zdravotní správu jako státní lázně. V roce 1992 byly v restituci vráceny dědičkám původního majitele. Ty založily roku 1994 akciovou společnost, která však ukončila činnost v roce 1996. Lázně odkoupili dva soukromí vlastníci, kteří lázeňský provoz již neobnovili. Poté následovalo několik snah o obnovu lázní.

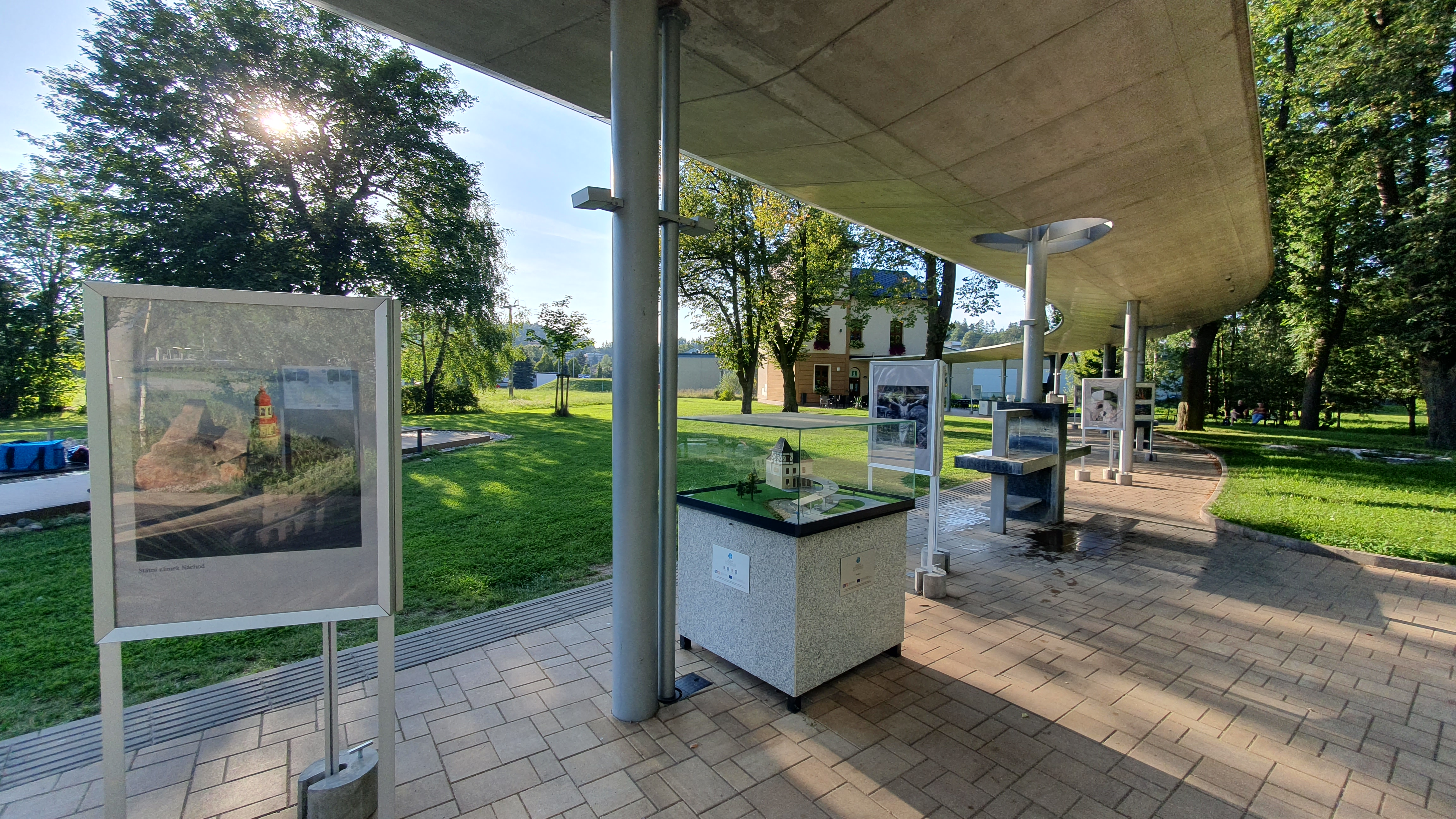
Malé lázně Běloves

Protože však vlastníkům zůstala práva na známou značku minerální vody Ida, nechalo město Náchod vyvrtat dva nové zdroje u Malých lázní (zal. 1873), renovovat lázeňskou budovu a postavit kolonádu s prameníky, které slouží veřejnosti od konce roku 2019.

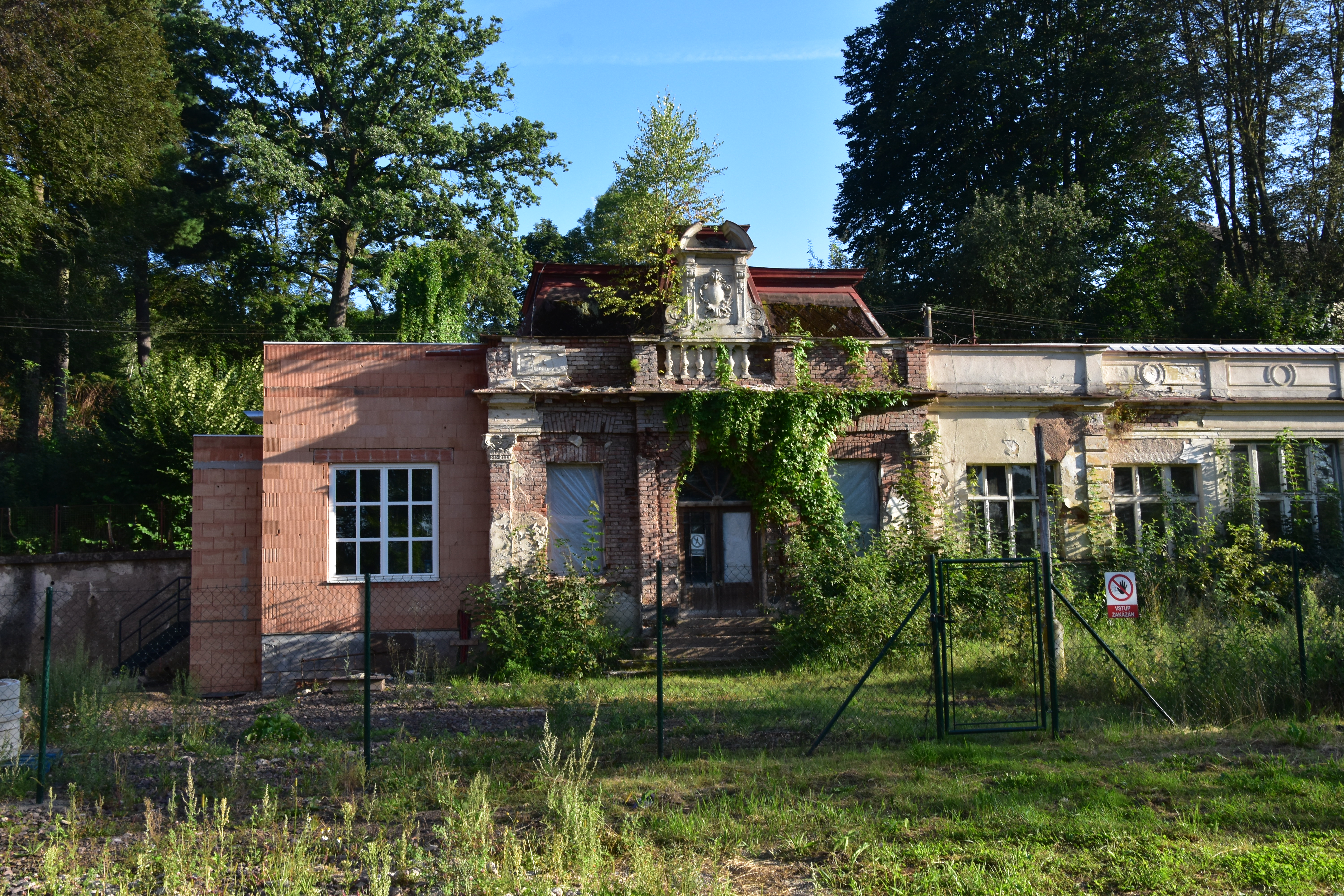
Lázně Běloves, stav v srpnu 2024

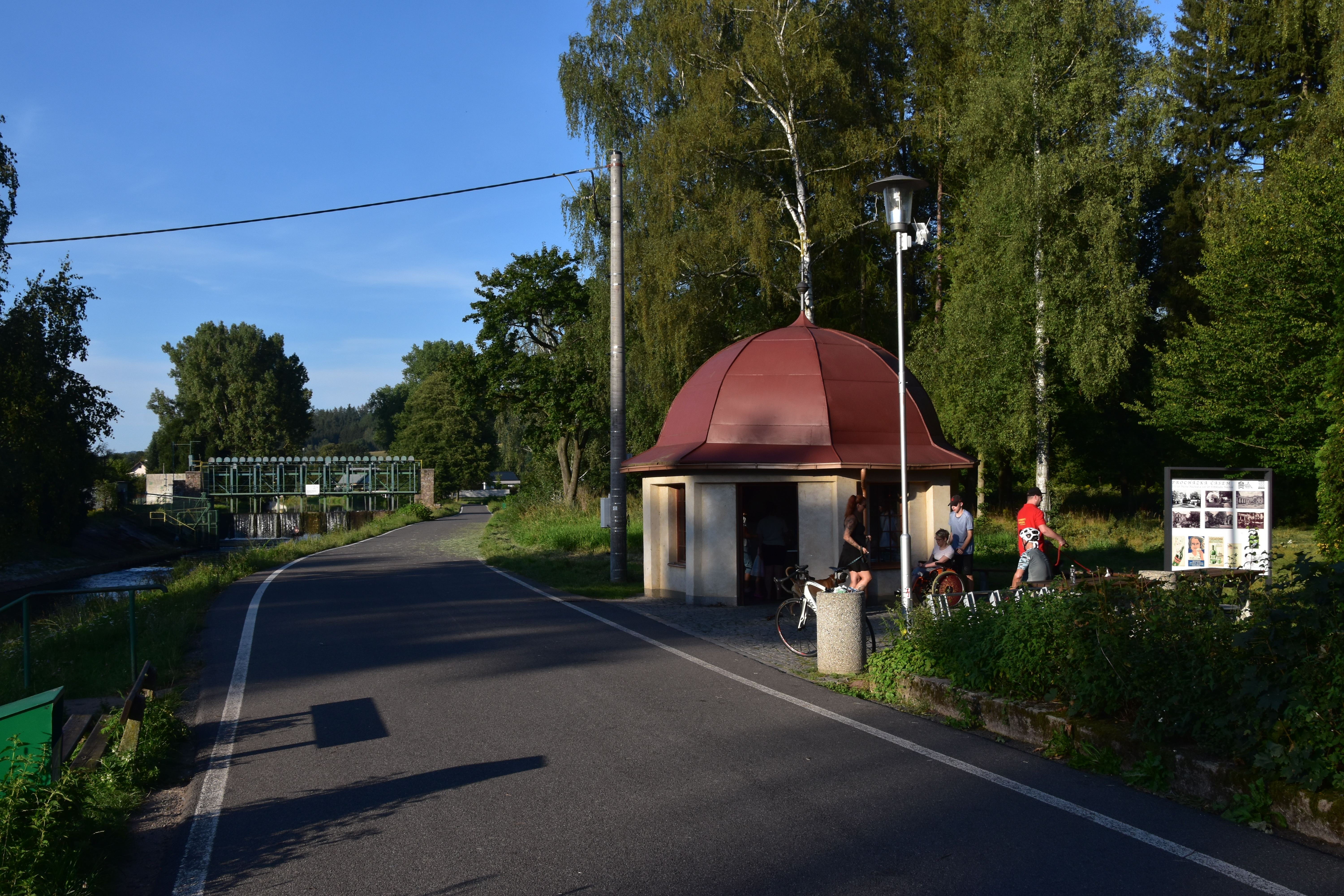
Prameník Jakub v srpnu 2024

V listopadu 2021 koupilo za 40 mil. Kč areál Velkých lázní v Bělovsi město Náchod, které oznámilo plán jeho obnovy. V roce 2024 docházelo k obnově lázeňského areálu. Dne 6. 4. 2024 došlo ke opětovnému slavnostnímu otevření prameníku Jakub a požehnání pramene Ida.

## Přírodní poměry
Jižně od vesnice se nachází přírodní památka Březinka.

## Osobnosti
Narodili se zde:
- František Hejzlar (1843–1899), středoškolský profesor, autor učebnic matematiky a chemie
- Josef Týfa (1913–2007), typograf, knižní grafik a tvůrce písmen
- Josef Zeman (1922–1997), stavební inženýr, konstruktér mj. sportovních hal a mostů
- Václav Hanuš (1910–1991), kameraman

## Fotogalerie

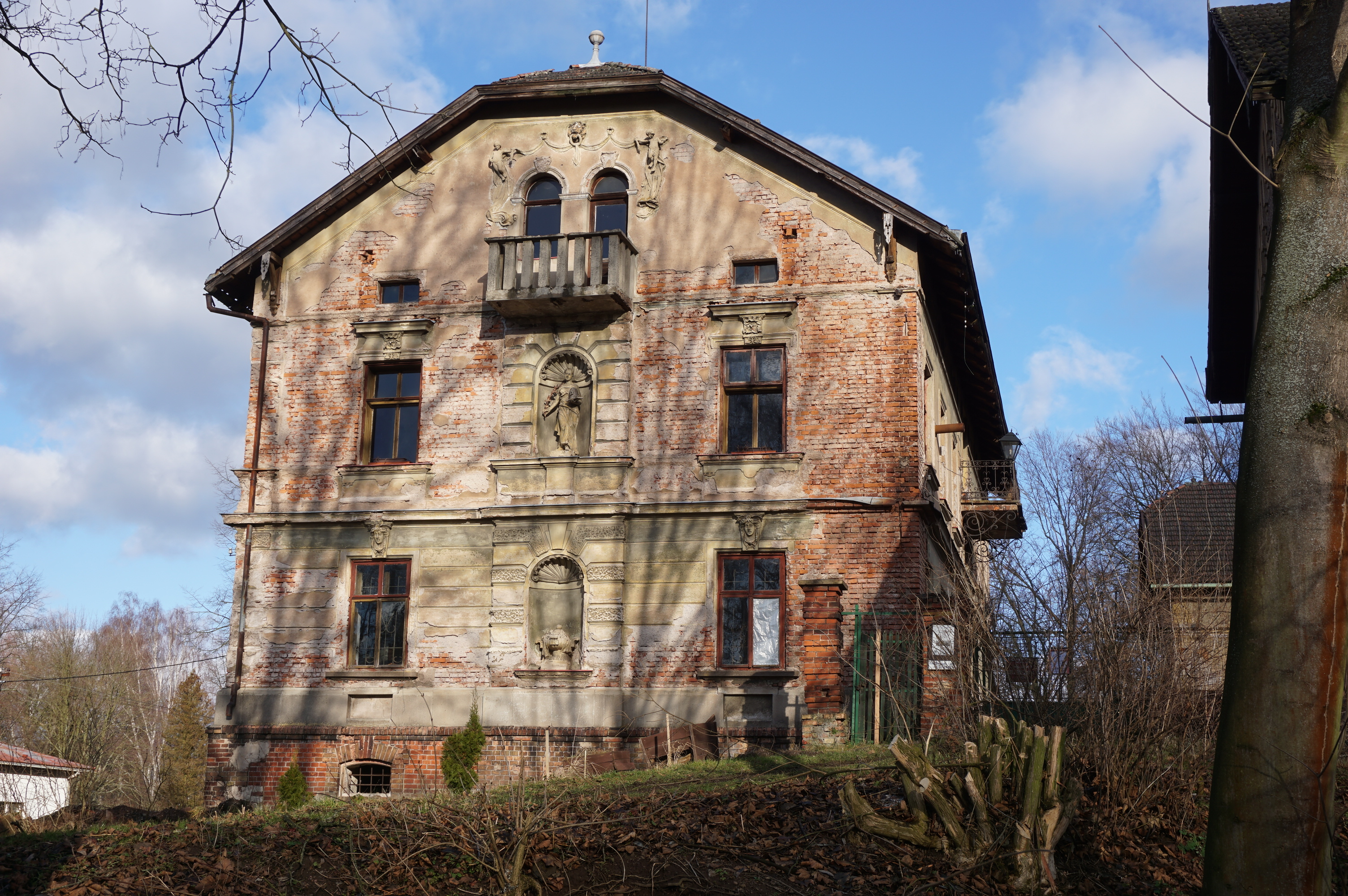
Jiráskova vila
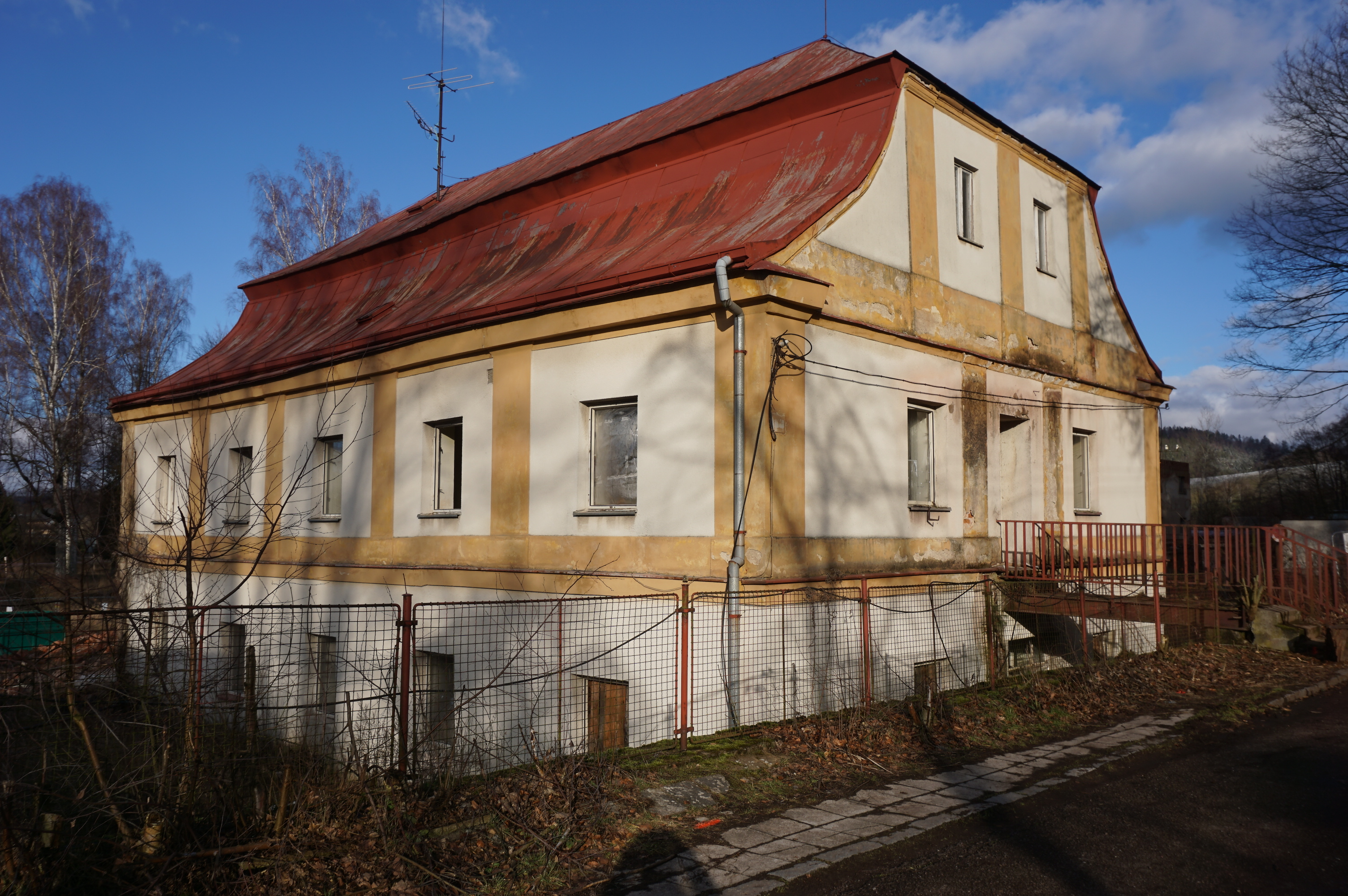
lázeňský dům
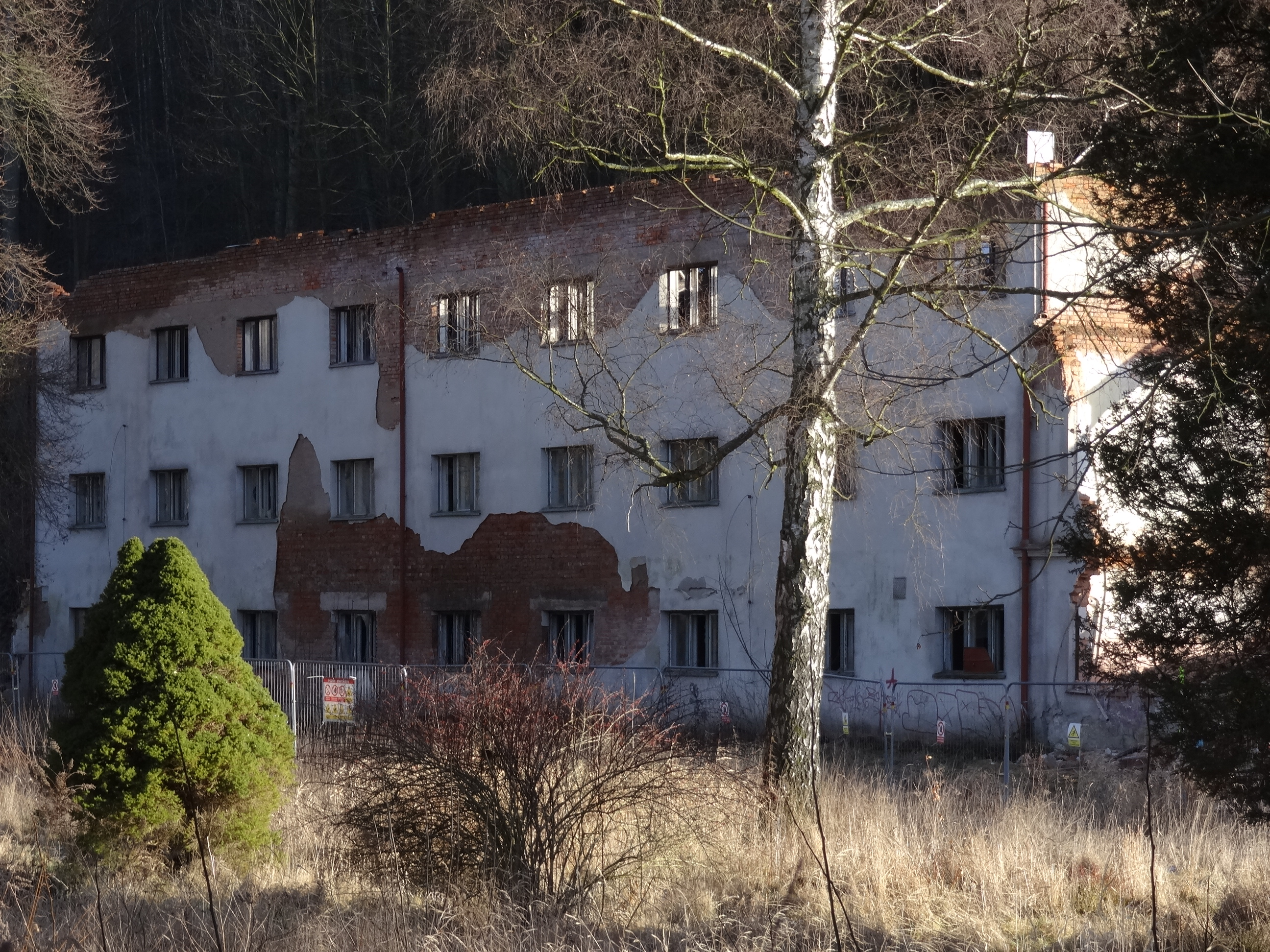
demolice lázní v únoru 2020
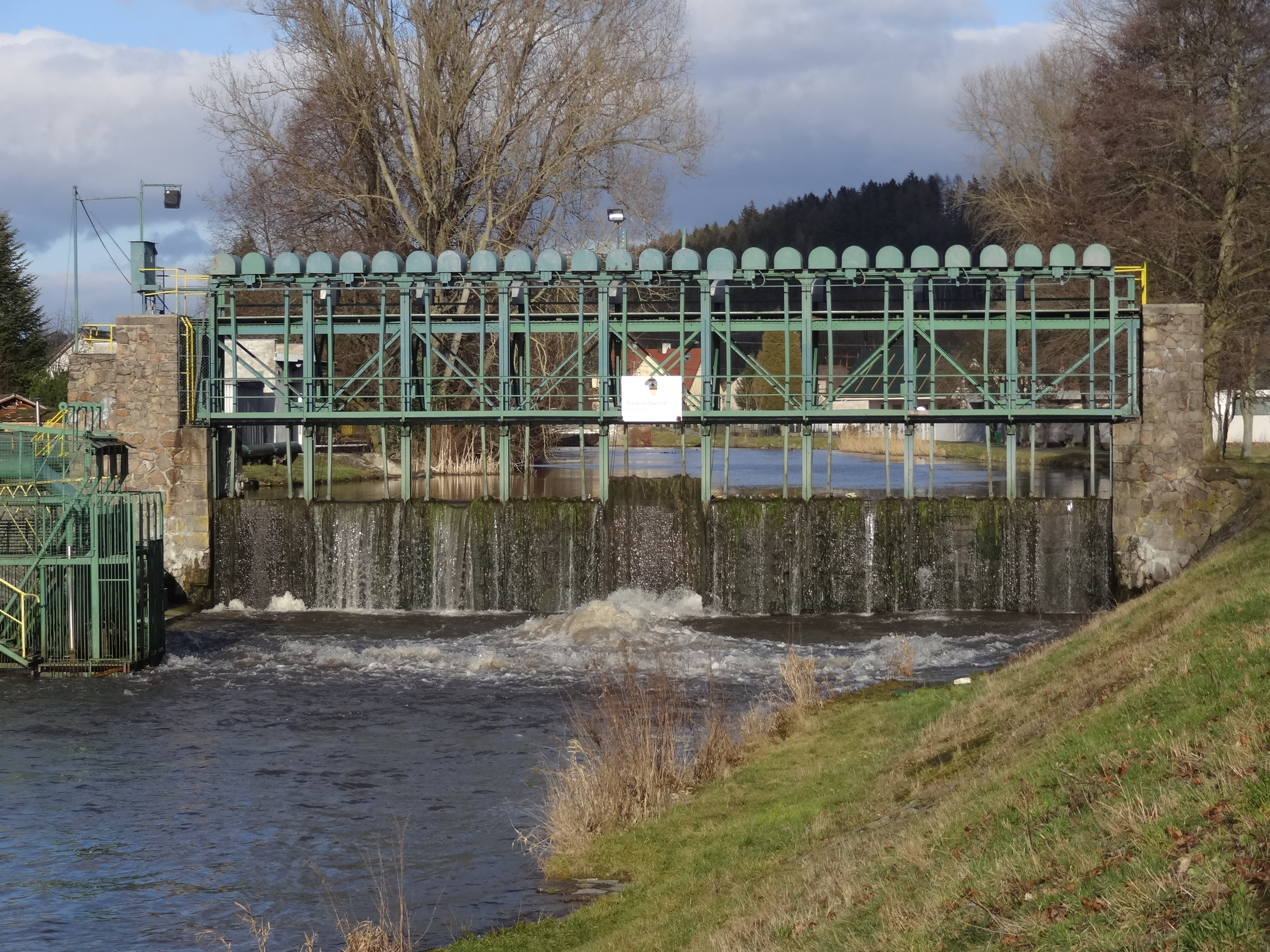
jez na řece Metuji
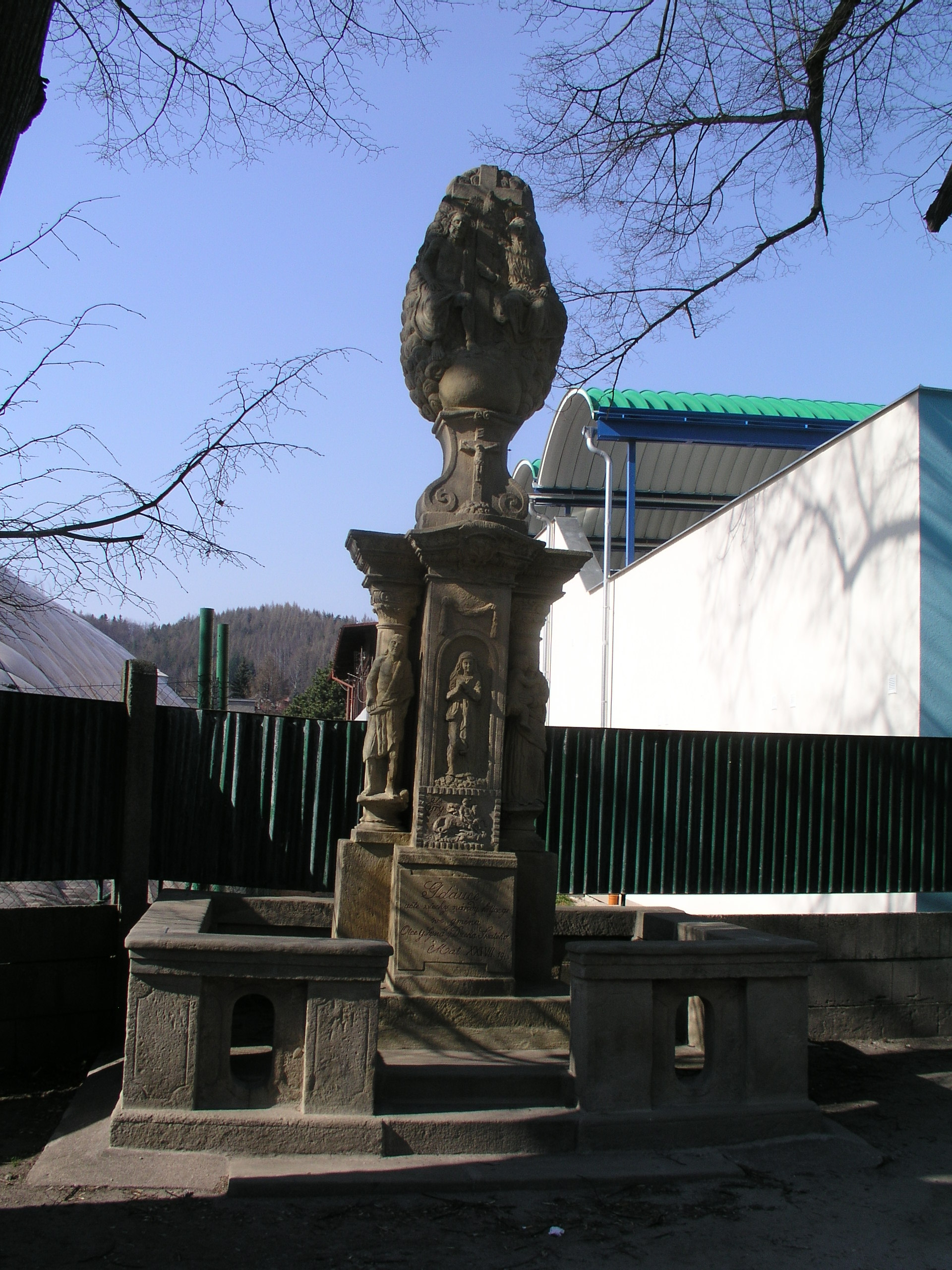
sloup s reliéfem Nejsvětější Trojice
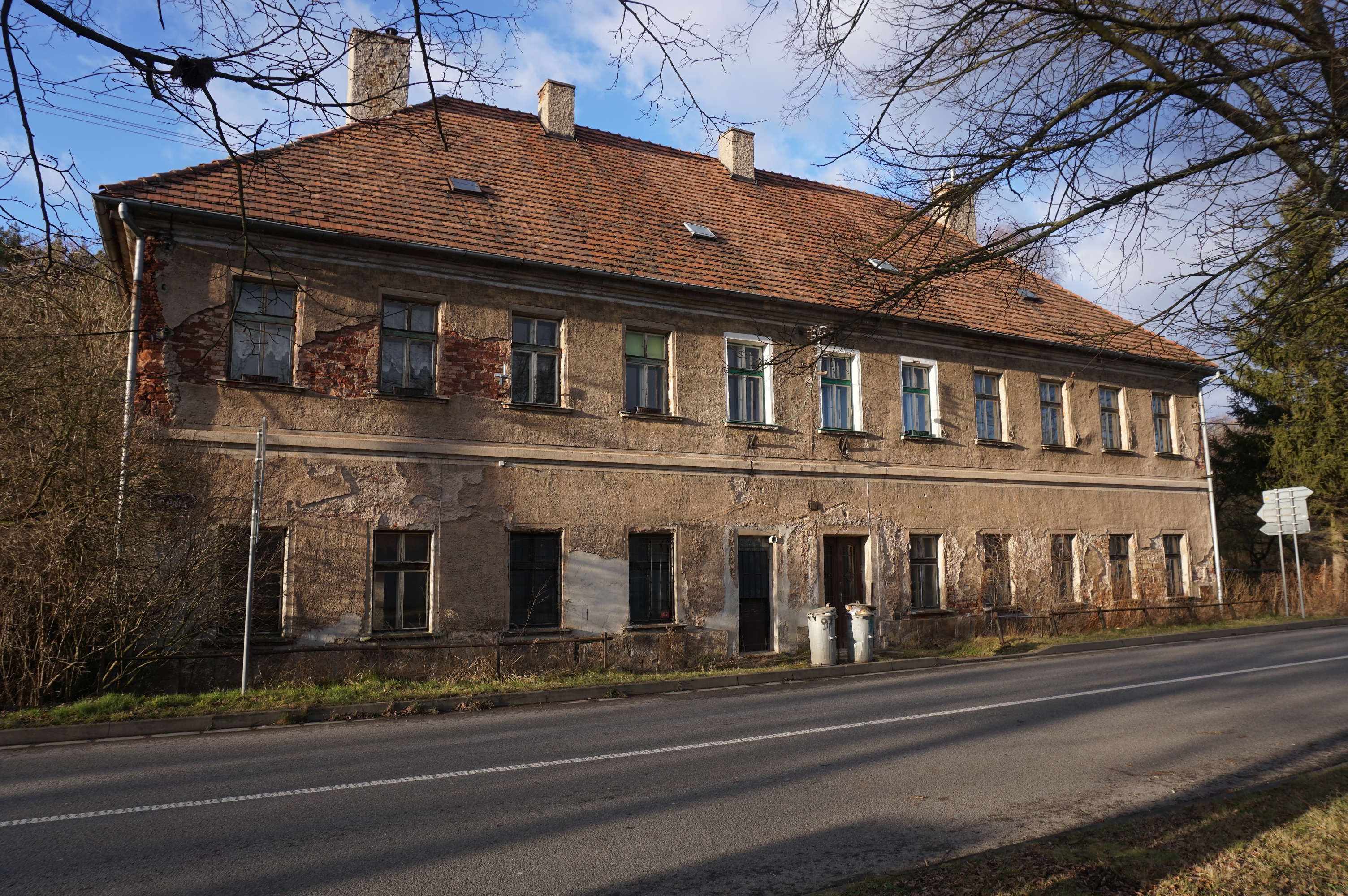
dům čp. 97 v Kladské ulici
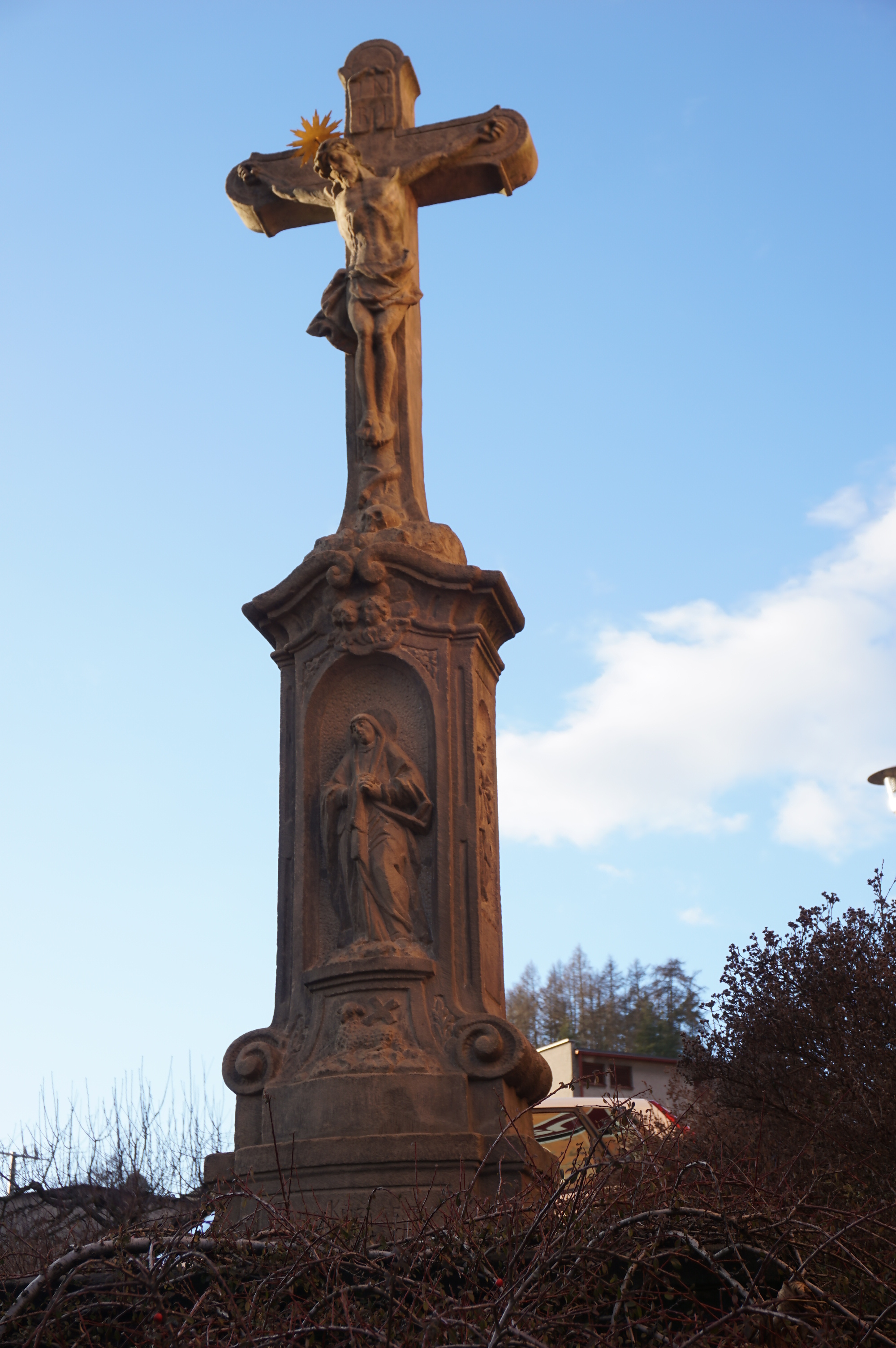
památný kříž Na Koletově
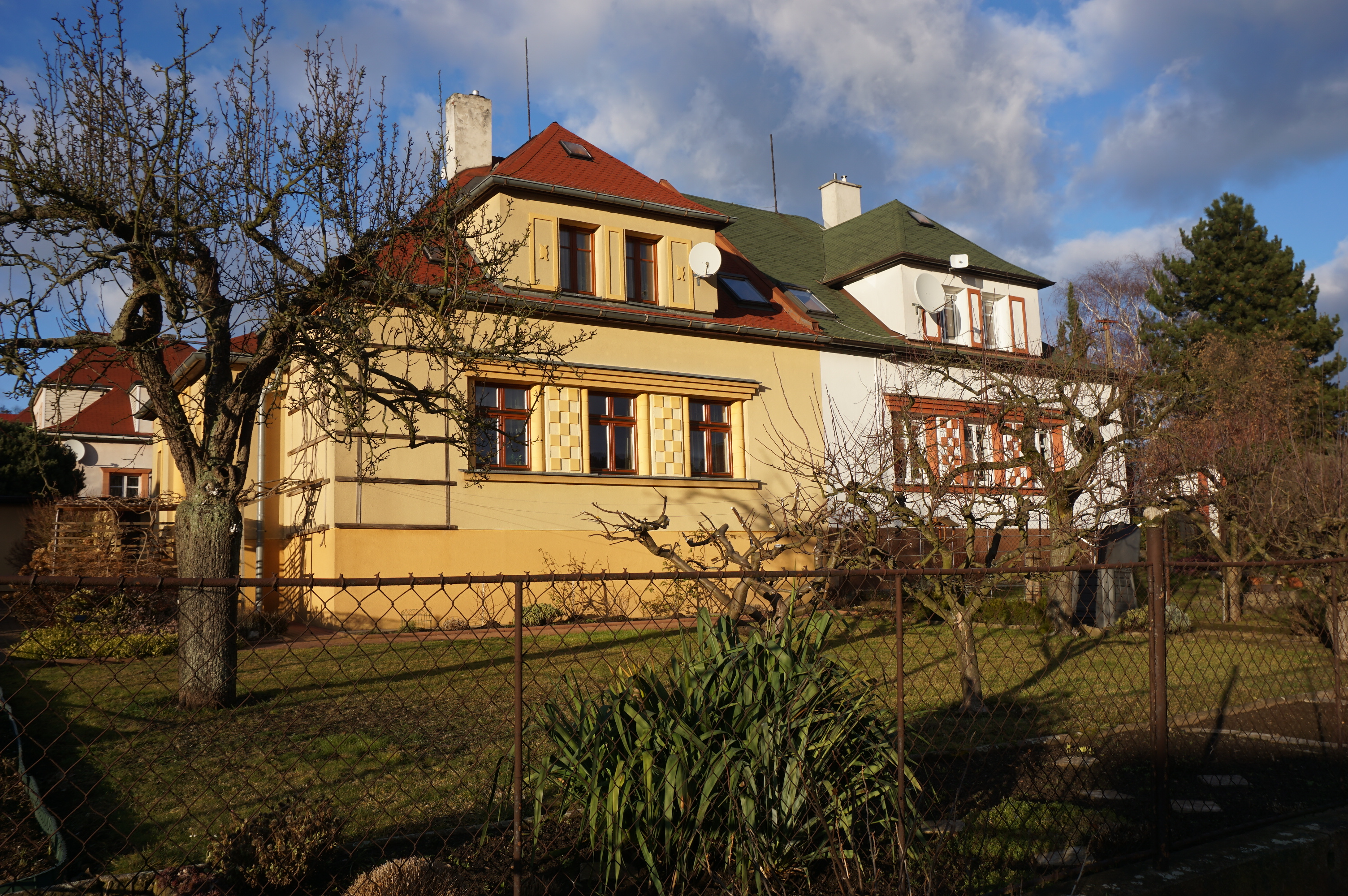
Železniční kolonie
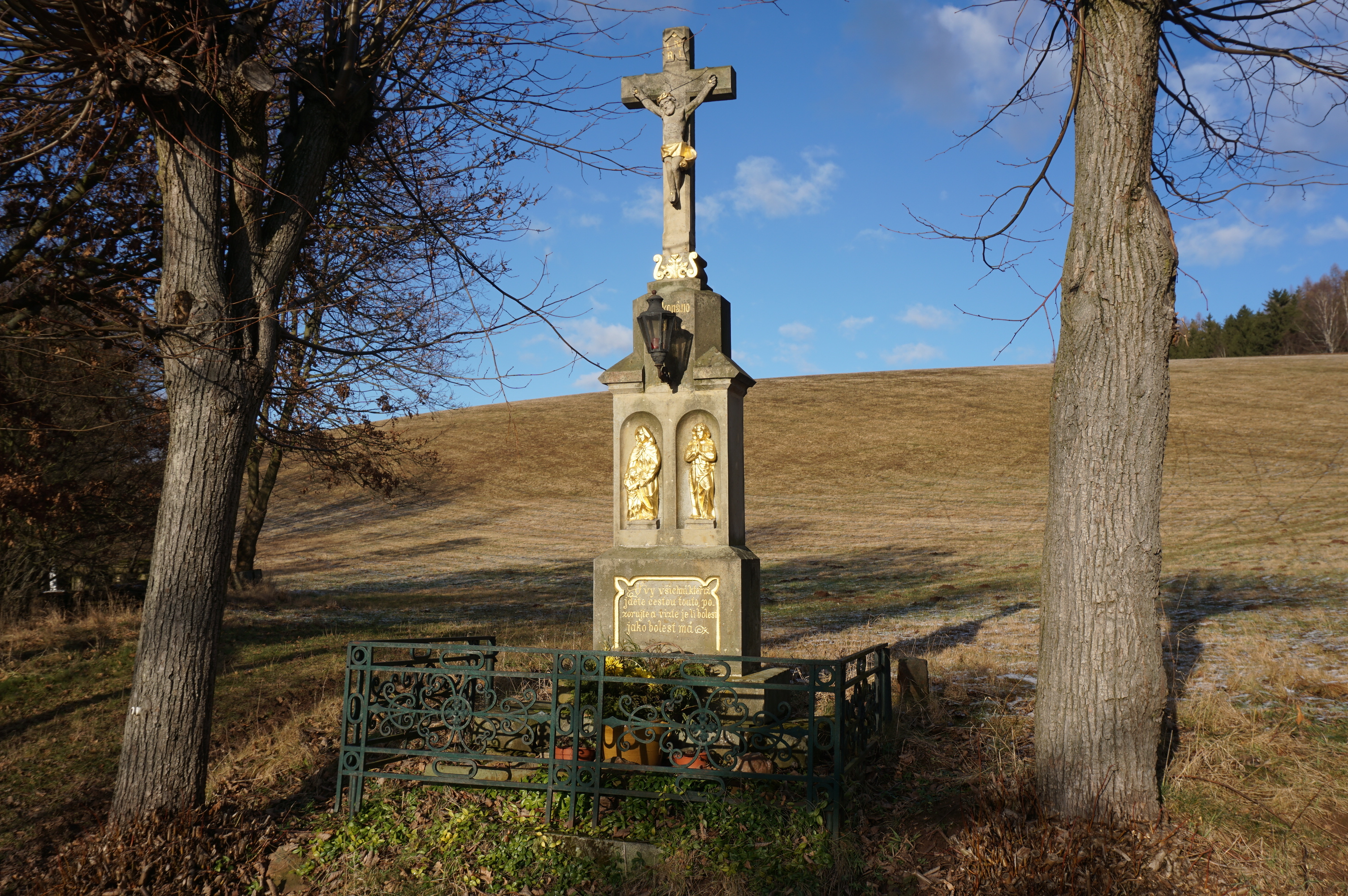
kříž Na Horním konci
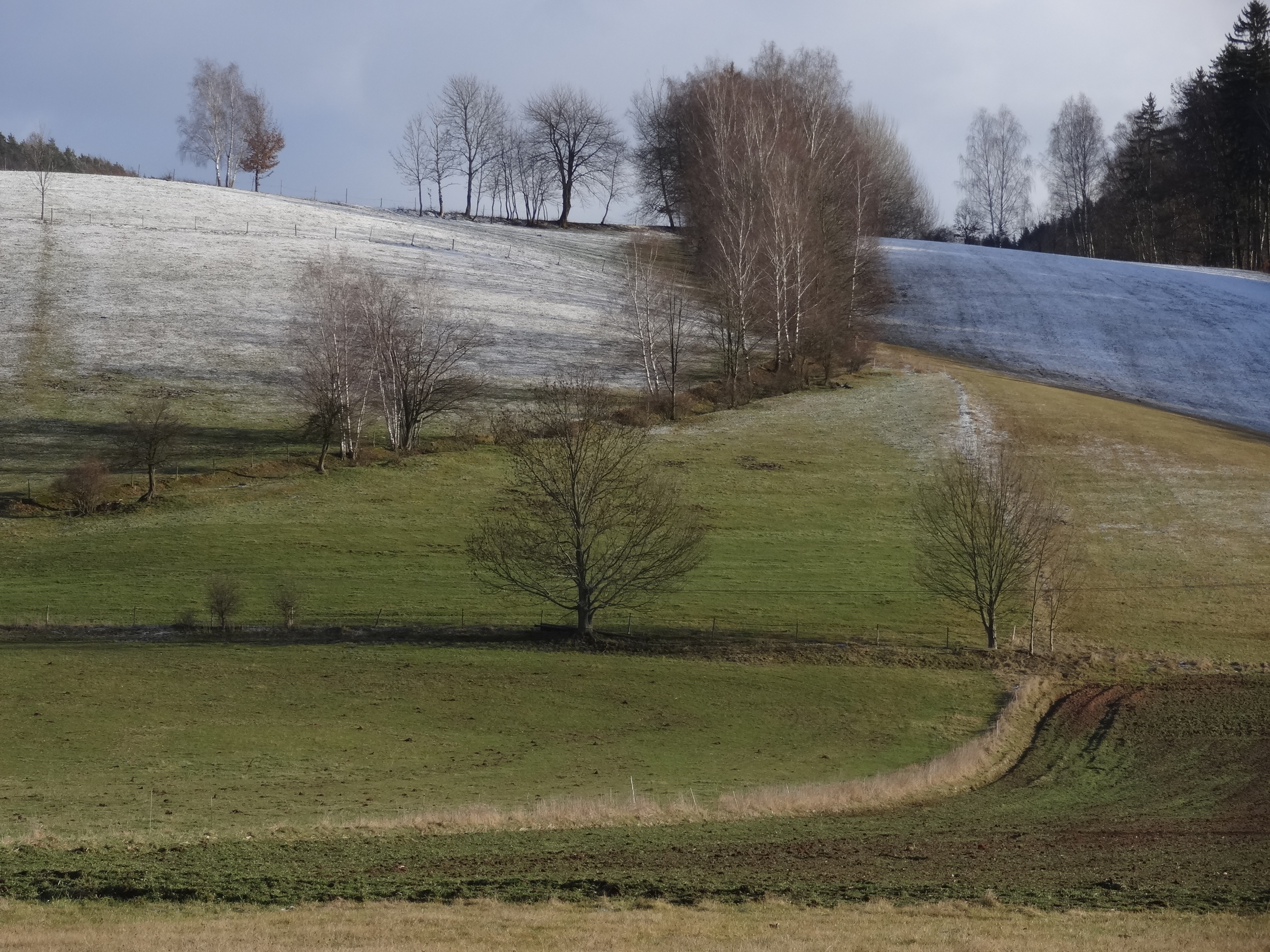
PP Březinka